# Goliarda Sapienza
Goliarda Sapienza, née à Catane (Italie) le 10 mai 1924 et morte à Gaète le 30 août 1996, est une comédienne, écrivaine et partisane italienne athée et anarchiste.

## Biographie
Goliarda Sapienza est née dans une famille socialiste anarchiste sicilienne recomposée et comptant de nombreux enfants. Elle grandit au 20, rue Pistone à Catane. Son père, Giuseppe Sapienza, avocat, est une figure importante du socialisme sicilien jusqu'à l'arrivée au pouvoir des fascistes, et sa mère, Maria Giudice, également une figure importante de la gauche italienne, est directrice du Grido del popolo (« Le Cri du peuple »), le journal de la section turinoise du Parti socialiste italien, dont Antonio Gramsci est l'un des rédacteurs.
Ses parents tiennent à la garder éloignée des écoles fascistes et elle reçoit une éducation originale, athée et socialiste.

## Comédienne
En 1940, une bourse d'études permet à Goliarda Sapienza, âgée de 16 ans, d'entrer à l'Académie nationale d'art dramatique à Rome. Dans les années qui suivent, elle se produit régulièrement sur les scènes de théâtre, entre autres dans des pièces de Luigi Pirandello. Elle travaille aussi de temps en temps dans le cinéma, avec plusieurs réalisateurs de renom mais souvent dans de petits rôles. Elle fut alors pendant dix-sept ans la compagne du cinéaste Francesco Maselli. Tardivement, à presque 70 ans, elle enseigne la comédie au Centre expérimental de cinématographie de Rome.

## Partisane contre le nazi-fascisme
Pendant l'occupation nazie de Rome, elle est sous-lieutenant dans la brigade « Vespri » sous le faux nom de « Ester Caggegi » (carte ANPI no. 128440),.

## Écrivaine, autrice
Elle met fin à sa carrière d'actrice pour écrire, et commence un cycle de récits autobiographiques à la fin des années 1960 (Lettre ouverte (1967), Le Fil de midi (1969), dans lequel elle parle de sa jeunesse, de sa relation avec ses parents, de la vie de sa famille durant le régime fasciste et son séjour dans un hôpital psychiatrique après une tentative de suicide, suivant le décès de sa mère en 1953. Les livres L'Université de Rebibbia (1983), dans lequel elle raconte son incarcération après un vol de bijoux, Les Certitudes du doute (1987) et Destin forcé (paru en 2002) complètent plus tard son œuvre.
Son roman L'Art de la joie, écrit entre 1967 et 1976, est considéré comme une œuvre majeure de la littérature italienne contemporaine. Il suscita pourtant des réticences initiales de la part des éditeurs italiens pour son contenu contestataire et féministe. Même l'intervention du président de la République, ami de sa mère, ne suffit pas à faire accepter son manuscrit qui ne sera publié pour la première fois qu'en 1998 à compte d'auteur par le mari de Goliarda Sapienza, Angelo Pellegrino (it), (un acteur et écrivain italien), après la mort de celle-ci — en 1996 —, et passe à l'époque inaperçu. C'est en 2005 avec la publication en Allemagne par Waltraud Schwarze, puis en France par son amie Viviane Hamy, qu'il devient un best-seller et un long-seller, traduit en quinze langues et enfin reconnu aussi en Italie,.
Les Certitudes du doute (Le certezze del dubbio, Pellicanolibri, 1987) lui permet de rencontrer  son  compatriote, poète publié et éditeur, Beppe Costa, qui tente, en vain, de lui donner la rente de la loi Bacchelli, sans pouvoir obtenir une réimpression de ses œuvres. Il n'est publié en italien qu'en 1998, après la mort de son auteur.
Goliarda Sapienza passe la dernière partie de sa vie à Rome et à Gaète. C'est dans cette ville qu'elle a écrit L'Art de la joie et qu'elle a été retrouvée morte à son domicile.

## Œuvres

### Roman
- L'Arte della gioia (1998) L'Art de la joie, traduit de l'italien par Nathalie Castagné, Paris, Viviane Hamy, 2005 ; réédition, Paris, Pocket no 13510, 2008 ; réédition, Paris, Le Tripode, 2015 ; réédition, Paris, Le Tripode, coll. « Météores » no 6, 2016  (ISBN 978-2-37055-102-3)

### Écrits autobiographiques
- Lettera aperta (1967) Lettre ouverte, (initialement publié au sein du recueil Le Fil d'une vie, Viviane Hamy, 2008), nouvelle édition avec traduction révisée par Nathalie Castagné, Paris, Le Tripode, 2021
- Il filo di mezzogiorno (1969) Rassemblé avec Lettera aperta sous le titre Le Fil d'une vie, trad. française et préface de Nathalie Castagné, Paris, Viviane Hamy, 2008  (ISBN 978-2-87858-267-3) ; nouvelle édition sous le titre Le Fil de midi, Paris, Le Tripode, 2022  (ISBN 978-2-37055-335-5)
- L’Università di Rebibbia (1983) L'Université de Rebibbia, traduit par Nathalie Castagné, Paris, Le Tripode, 2013 ; réédition, Paris, Le Tripode, coll. « Météores » no 19, 2019
- Le certezze del dubbio (1987) Les Certitudes du doute, traduit par Nathalie Castagné, Paris, Le Tripode, 2015 ; réédition, Paris, Le Tripode, coll. « Météores » no 28, 2020
- Io, Jean Gabin (2010) Moi, Jean Gabin, traduit par Nathalie Castagné, Paris, Attila, 2012 ; réédition, Paris, Le Tripode, coll. « Météores » no 10, 2017
- Appuntamento a Positano (2015), Rendez-vous à Positano, traduit de l'italien par Nathalie Castagné, Le Tripode, Paris 2017 ; réédition, Paris, Le Tripode, coll. « Météores » no 16, 2018

### Recueils de nouvelles
- Destino coatto (2002) Destins piégés, traduit par Nathalie Castagné, Paris, Le Tripode, 2023
- Elogio del bar (2014)

### Poésie
- Ancestrale (2013) Ancestrale, traduit par Nathalie Castagné, Paris, Le Tripode, Paris, 2021

### Théâtre
- Tre pièces e soggetti cinematografici (2014)

### Autres textes
- Cronistoria di alcuni rifiuti editoriali dell'arte della gioia, a cura di Angelo Pellegrino (2016) Carnets, extraits choisis par Angelo Pellegrino, traduit par Nathalie Castagné, Paris, Le Tripode, 2019
- Lettere e biglietti, a cura di Angelo Pellegrino (2021) Miroirs du temps, lettres et billets choisies par Angelo Pellegrino, traduit de l'italien par Nathalie Castagné, Paris, Le Tripode, 2024  (ISBN 978-2-37055-410-9)

## Hommages
En octobre 2020, dans le quartier de la Montagnola (it) à Rome, est inaugurée la Biblioteca delle donne Goliarda Sapienza, entièrement consacrée aux femmes. Des rues et des places portent son nom à Catane, Palerme, Gaète et Linguaglossa.

## Filmographie

### Actrice
- 1946 : Un giorno nella vita d'Alessandro Blasetti
- 1950 : Persiane chiuse de Luigi Comencini
- 1952 : Heureuse Époque (Altri tempi - Zibaldone n. 1) d'Alessandro Blasetti
- 1953 : Vestire gli ignudi de Marcello Pagliero
- 1954 : Senso de Luchino Visconti (rôle d'une patriote au théâtre)
- 1955 : Les Égarés (Gli sbandati) de Francesco Maselli
- 1970 : Lettera aperta a un giornale della sera de Francesco Maselli

### Film biographique sur Goliarda Sapienza
- 2025 : Fuori de Mario Martone